# 林同炎
林同炎（英語：Tung-yen Lin，1912年11月14日—2003年11月15日），原名同棪，福建福清東瀚村人，美籍华裔结构工程師。

## 生平
中華民國最高法院法官林斯璧次子。11歲時，才正式受學校教育。14歲時，以數學第一名及其他科第二名的成績進入國立交通大學唐山工學院（今西南交通大學）就讀。1931年，獲得土木工程學士的學位，隨即赴美國加州的柏克萊加州大學攻讀土木研究所碩士。1933年，取得碩士學位，學成歸國後至鐵道部工作，擔任成渝鐵路的橋樑總工程師，監造鐵路沿線的一千多個橋樑。另任有工信公司總工程師和台灣糖業鐵路處長等職務。
1946年，他應柏克萊大學之聘，前往美國柏克萊加州大學擔任教授。1976年，退休後以專注於自己成立的土木工程事務所——林同炎国际（T. Y. Lin International）。1972年，獲選為中央研究院院士。1992年，成立林同炎国际工程咨询（中国）有限公司（T. Y. Lin China），以放眼於中國大陸的土木工程。1996年，當選為中國科學院外籍院士。
2003年11月15日，林同炎因心臟病發作在其美國加利福尼亞州埃尔塞里托的家中逝世，享壽91歲。

## 成就
林同炎專長於橋樑工程，他的碩士論文是美國土木工程師學會第一個於會刊刊登的學生論文。也是預力混凝土工程標準化的先河，他在加州埃尔塞里托的住宅是世界上第一個使用預应力混凝土的住宅結構，因此有「預應力之父」之稱。
1969年，美國土木工程師學會（ASCE）將該學會的「預應力混凝土獎」改名為「林同炎獎」，這是美國科技史上第一次以一個華人名字命名的科學獎項。1974年，他獲得每4年一屆的國際預應力協會（FIP）「弗雷西内獎」，開創了美國工程師、亞裔工程師獲得此獎項的先河。1977年，林同炎和大衛·艾倫·菲爾梅奇共同參與設計橫跨亞美利堅河奧本壩庫區的魯克丘基懸索橋，這座有1,300英尺長，由三度空間幾何配置的鋼索從山谷兩邊斜張錨定形成與大自然融和又變化萬千的獨特造形。此橋曾在1979年贏得美國進步建築獎設計首獎。雖然最後未能付諸於工程，該橋一直被公認為力學與美學結合的典範作品，而被稱為「最著名的未建成的橋樑」。1986年，榮獲由美國總統罗纳德·里根在白宮內頒發的美国国家科学奖章的同時，送交一本16頁的洲際和平大橋（Intercontinental Peace Bridge）計劃書，該橋橫跨白令海峽，連接美國阿拉斯加州與俄羅斯遠東地區的西伯利亞。另外也推動在直布羅陀海峽興建一座長16,000呎的橋以連結歐洲與非洲。他說：「這座橋將會告訴世界人民，人類的能力和技術可以被更好地投入到建設而不是毀滅我們的家園和財富上去。」 雷根為此稱讚林同炎說：「他是工程師、教師和作家。他的科學分析、技術創新和富於想像力的設計，不僅跨過了科學與藝術的壕溝，還打破了技術與社會的隔閡。」次年，美國咨詢工程師學會（ACEC）授予他「傑出成就獎」，並對他賦予最高的評價：「林同炎是工程界的先驅。他高瞻遠矚，他所設計的工程具有的創造性和優美造型，是一份使全人類都能受益的國際性遺產，也使所有工程界人士都能分享到職業的榮譽感。」該獎自1952年起，規定每年只發給一個人，獲獎者包括美國前任的兩位總統赫伯特·胡佛及德怀特·艾森豪威尔。1995年，獲頒法國建設協會（AFGC）「艾伯特·卡克特獎」，這是世界上第一位歐洲以外的工程師獲得此獎項。1999年，他被世界權威雜誌《工程新聞記錄》選為「125年來125位最傑出的工程人士」。2000年，在美國土木师工程學會（ASCE）設立首屆「傑出工程與領袖 (OPAL)獎」的四個傑出獎項中，他又是第一名「設計類」獎的得主。
他主導的知名工程包括了美國加州舊金山的莫斯科尼中心、尼加拉瓜美洲銀行大廈、新加坡的橋外單柱斜拉橋、僅有4根柱子支撐巨大屋頂的波多黎各雙曲線拋物面殼頂結構的體育館、委內瑞拉加拉加斯的全國賽馬場屋頂、台灣的關渡大橋、忠孝大橋、高屏大橋、國道三號的碧潭橋、中國上海的南浦大橋等。

## 外部連結
- T.Y. Lin International （页面存档备份，存于） （英文）
- 林同棪工程顧問股份有限公司（台灣） （页面存档备份，存于） （中文）
- 林同棪国际工程咨询（中国）有限公司 （页面存档备份，存于） （简体中文）
- UC Berkeley Obituary （页面存档备份，存于） （英文）
- 福建僑聯網介紹林同炎的生平 （简体中文）
- THE DESIGN OF THE RUCK-A-CHUCKY BRIDGE （页面存档备份，存于） （英文）
- 預力混凝土之父 （繁體中文）
- 一代结构大师——西南交大林同炎 （页面存档备份，存于） （简体中文）